# 리 다니엘 크로커
리 다니엘 크로커(영어: Lee Daniel Crocker, 1963년 7월 3일~)는 미국의 프로그래머이다. 그는 위키백과의 확장성 문제를 해결하기 위해 소프트웨어의 코드를 재작성한 인물이다. "페이즈 III"로 알려진 이 소프트웨어는 2003년 7월 출시되었으며, 훗날 미디어위키의 기초가 되었다.

## 같이 보기
- 리 다니엘 크로커의 위키백과 사용자 문서